# Buckland (Buckinghamshire)
Pour les articles homonymes, voir Buckland.
Buckland est une paroisse civile et un village du Buckinghamshire, en Angleterre.